# 레나토 슈테펜
레나토 슈테펜(독일어: Renato Steffen, 1991년 11월 3일 ~ )은 스위스의 축구 선수로 포지션은 윙어이다. 현재 스위스 슈퍼리그의 FC 루가노에서 활약하고 있다.